# Андреас Пік де Леопольд

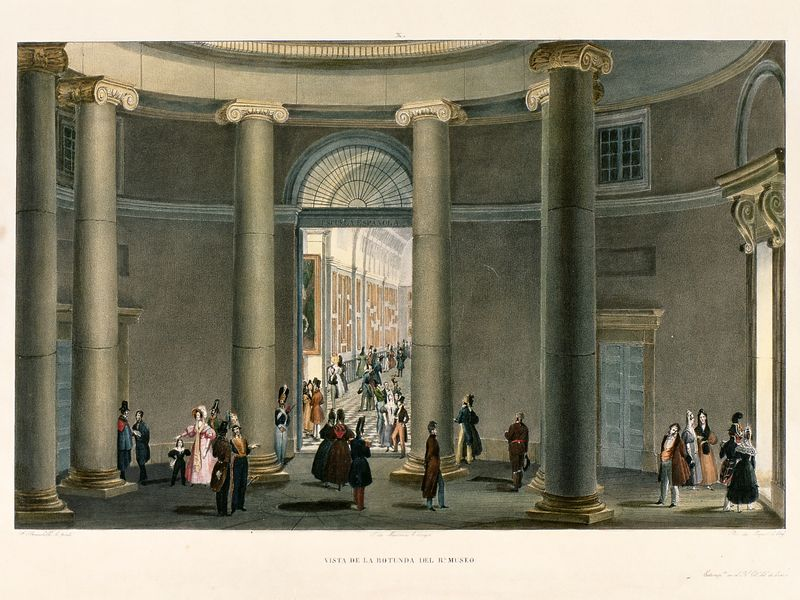
Вид на ротонду Королівського музею, літографія. Мадрид.

Андреас Пік де Леопольд (Львів, 1789 — Мадрид, 1860) — польський художник і літограф

## Біографія
Андреас Пік де Леопольд народився у Львові в 1789 році. У 1829 році прибув до Мадрида, щоб працювати в Королівському літографічному закладі під керівництвом Хосе де Мадрасо. Спеціалізувався на пейзажах, брав участь у двох найвідоміших компаніях: літографічна колекція картин короля Іспанії пана Фердинанда VII та колекція видів королівських місць, літографованих на замовлення короля Іспанії . Для першого, що складається з 198 відбитків, зібраних у трьох томах, опублікованих між 1829 і 1832 роками, Пік де Леопольд надав репродукції акватинт «Фонтан Тритонів у саду острова Аранхуес», приписуваний Дієго Веласкесу, «La calle de la reina in Aranjuez» Хуана Баутіста Мартінеса дель Мазо, "Морський порт " Яна Пі . ters, Бачення Сан-Губерта Яна Брейгеля Старшого, Сільський фестиваль Давида Тенірса Старшого та Пейзаж, який на той час приписували Мурільо .
Для колекції поглядів Рл. Місце Сан-Лоренцо (частина колекції видів королівських місць), опубліковане Королівським літографічним закладом у 1832 році, літографія поверх картин Фернандо Брамбіли Вид на західний фасад і види монастиря з Хреста Шибениці, інтер'єр королівського пантеону та Патіо-де-лос-Рейес, з прибуттям під балдахіном Максиміліана курфюрста із Са. xony.

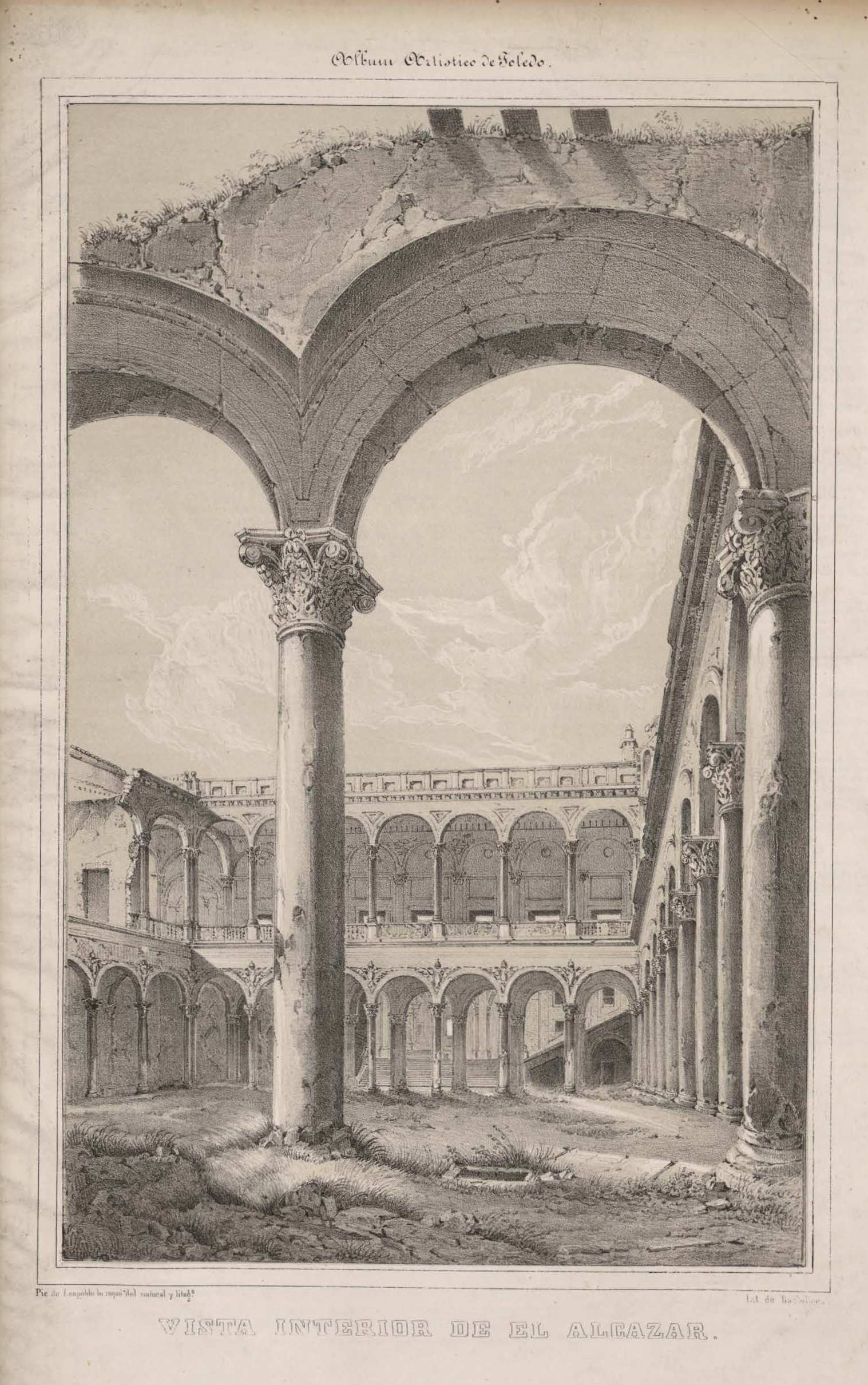
Інтер'єр фортеці Толедо в Художньому альбомі Толедо (1848) «Pic de Leopoldo скопіював його з натури і літ. º»

Після закриття Королівського закладу в 1836 році Леопольд залишився в Мадриді. Він співпрацював з різними мадридськими літографічними майстернями в ілюструванні книг. Завдяки власним малюнкам і малюнкам Луїса Карлоса Леграна він також взяв видатну участь у «Художньому альбомі Толедо» Мануеля де Ассаса і Ереньо у 1848 році. Відомий своїм олійним живописом, Оссоріо виділив два пейзажі, які він представив у 1860 році на Національній виставці образотворчого мистецтва.